# گلوکاگونوما
گلوکاگونوما (به انگلیسی: Glucagonoma) یک تومور نادر سلول‌های آلفای لوزالمعده است که منجر به تولید بیش از حد هورمون گلوکاگون می‌شود. تومورهای سلول‌های آلفا معمولاً همراه با سندرم گلوکاگونوما دیده می‌شوند.

## علائم و نشانه‌ها
تولید بیش از حد این هورمون پپتیدی (گلوکاگون) منجر به افزایش قند خون از طریق فعال شدن فرایندهای آنابولیک و کاتابولیک بدن، از جمله گلوکونئوژنز و تجزیه و تحلیل چربی می‌شود. گلوکونئوژنز تولید گلوکز از پروتئین و اسیدهای آمینه است. تجزیه و تحلیل چربی‌ها نیز افزایش می‌یابد. نتیجه این می‌شود که سطح بالایی از گلوکاگون، کاهش سطح خونی اسیدهای آمینه و کاهش تعداد گلبول‌های قرمز خون همراه با اسهال و کاهش وزن تا ۱۵ کیلوگرم را در بیمار می‌شود مشاهده کرد.

## علت
اگرچه علت این بیماری ناشناخته است، عوامل ژنتیکی نقش مهمی در برخی از موارد بازی می‌کنند. سابقه خانوادگی نئوپلازی متعدد نوع یک غدد درون‌ریز می‌تواند عامل خطر باشد. این تومورها معمولاً بدخیم هستند.

## تشخیص
سرم خونی گلوکاگون با غلظت ۱۰۰۰ pg/میلی‌لیتر یا بیشتر نشان دهنده گلوکاگونوما است. (محدوده نرمال بین ۵۰ تا ۲۰۰ pg/میلی‌لیتر است).
در آزمایش خون می‌توان علائم کم‌خونی را مشاهده کرد.
موقعیت تومور را می‌توان به وسیله ابزارهای رادیوگرافی از جمله آنژیوگرافی، سی‌تی اسکن، ام‌آرآی یا پت اسکن مشخص نمود.

## درمان
تنها راه درمان برای گلوکاگونوما جراحی و برداشتن کامل تومور ست.